# Кашуба Микола Олексійович
Микола Олексійович Кашуба (нар. 9 квітня 1949, м. Кременець Тернопільської області, Україна) — український вчений у галузі медицини, педагог, письменник. Доктор медичних наук (2007), професор (2007) кафедри загальної гігієни та екології людини Тернопільського національного медичного університету імені І. Я. Горбачевського. Член Національної спілки журналістів України, член Національної спілки письменників України, член редколегії Українського журналу з проблем медицини праці. Член проблемної комісії МОЗ та НАМН України «Гігієна праці та профзахворювання».

## Життєпис
Закінчив Тернопільський педагогічний інститут (1970, нині національний університет), санітарно-гігієнічний факультет Львівського медичного інституту (1977, нині національний університет).
1977—2000 — завідувач санітарно-гігієнічного відділу, лікар із гігієни праці Кременецької санепідемстанції; від 2000 — асистент, завідувач кафедри загальної гігієни та екології людини Тернопільської медичної академії (нині університет).

## Наукова діяльність
Вивчає питання гігієни праці, умови праці на електрозварювальному виробництві, вплив зварювальних аерозолів на здоров'я працівників. Проводить наукові дослідження впливу наночастинок антропогенного походження на організм людини.
У 2006 році захистив докторську дисертацію на тему «Професійне здоров'я електрозварників в Україні і шляхи його покращення».
Має галузеві нагороди.

## Доробок
Автор та співавтор більше 113 наукових праць; має 11 авторських свідоцтв і патентів на винаходи, 2 деклараційні патенти.

### Окремі праці
- Бардов В. Г., Федоренко В. І., Білецька Е. М., Кашуба М. О.,Кондратюк В. А. та ін. Основи екології: підручник для студ. вищих навч. Закладів. — Вінниця: Нова книга, 2013. — 424 с.
- Кашуба М. О. Седиментаційна здатність та проникність зварювальних аерозолів в окремі ділянки органів дихання. — Український журнал з проблем медицини праці. — 2006. — Випуск 2. — С. 17—22.
- Кашуба М. О., Марценюк В. П. Реалізація чисельного алгоритму визначення біологічного віку людини методом множинної лінійної регресії в Інтернет-проекті. — Вісник наукових досліджень. — 2003. — Випуск 3. — С. 44—47.
- Кашуба Н. А. О методологических подходах к оценке биологического возраста человека. — Гигиена труда. — 2003. — С. 813—825. (рос.)
- Кашуба Н. А. Методы определения поглощенной дозы нано-и микро-частиц аэрозоля органами дыхания животных. — Journal of Health Sciences. — 2013. — Т. 3, випуск 11. (рос.)
- Кундієв Ю. І., Корда М. М., Кашуба М. О., Демецька О. В.Токсикологія аерозолів: монографія. — Тернопіль: ТДМУ, 2015. — 256 с.
- Кундиев Ю. И., Нагорная А. М., Кашуба Н. А. и др. Профессиональное здоровье в Украине: монография. — Киев, 2007.
- Марценюк В. П., Цяпа Н. В., Кашуба М. О. Інформаційно-статистичний підхід до моделювання розповсюдження інфекційного захворювання на прикладі епідемії ГРЗ в період жовтень-листопад 2009 року в Тернопільській області. — Інфекційні хвороби. — 2013. — Випуск 4.
- Kashuba N. A. Modelling of aggreation and sedimentation of nanoparticles and microparticles in a gazeou medium. N. A. Kashuba // Gigiena I sanitaria. — 2015.

### Літературні твори
Автор кількох художніх книг російською та українською мовами: «Мой угол зрения», «А мы такие!», «Пожелтевшие странички», «Homo sapiens в различных ракурсах», «Думы мои, Думы мои». «Как сохранить самое ценное, что у Вас есть», «Азбука здоров'я», поетичноъ збірки «В начале было слово», та дитячої книжки «Какой он мир вокруг нас?»